# Stazione di Piano Porlezza
Stazione di Piano Porlezza 1966-ban bezárt vasútállomás Olaszországban, Lombardia régióban, Carlazzo településen.

## Vasútvonalak
Az állomást az alábbi vasútvonalak érintették:
- Menaggio–Porlezza-vasútvonal

## Kapcsolódó állomások
A vasútállomáshoz az alábbi állomások vannak a legközelebb:
- Stazione di San Pietro di Sovera
- Stazione di Bene-Grona